# Tyler Austin
Christopher Tyler Austin (Conyers, 6 de setembro de 1991) é um jogador de beisebol estadunidense, que joga na posição de primeira-base (first baseman).

## Carreira
Austin compôs o elenco da Seleção dos Estados Unidos de Beisebol nos Jogos Olímpicos de Verão de 2020 em Tóquio, onde conquistou a medalha de prata após confronto contra a equipe japonesa na final da competição.